# 過ぎゆく時の中で
『過ぎゆく時の中で』（すぎゆくときのなかで、原題：阿郎的故事、英題：All About Ah-Long）は、1989年の香港映画。
チョウ・ユンファとシルヴィア・チャンが原案から取り組んだメロドラマで、10年ぶりに再会した大人のラブストーリーと父子愛を絡ませた作品。デビュー以来キョンシーものやコメディばかり撮っていたジョニー・トー監督が「大人のドラマを撮りたい」というチョウ・ユンファと意気投合して製作された。ユンファが3度目の香港電影金像奨最優秀主演男優賞を受賞している。

## キャスト
※括弧内は日本語吹替（VHS版）
- アロン：チョウ・ユンファ（屋良有作）
- ポーポー：シルヴィア・チャン
- ポーキー：ホアン・クンシュエン
- ：ン・マンタ

## スタッフ
- 監督：ジョニー・トー
- 製作総指揮：ケン・ヌ
- 製作：レイモンド・ウォン
- 原案：チョウ・ユンファ、シルヴィア・チャン
- 脚本：ン・マンファイ、フィリップ・チェン
- 撮影：アーサー・ウォン
- 音楽：羅大佑、リチャード・ロー